# Nejvyšší hory Francie

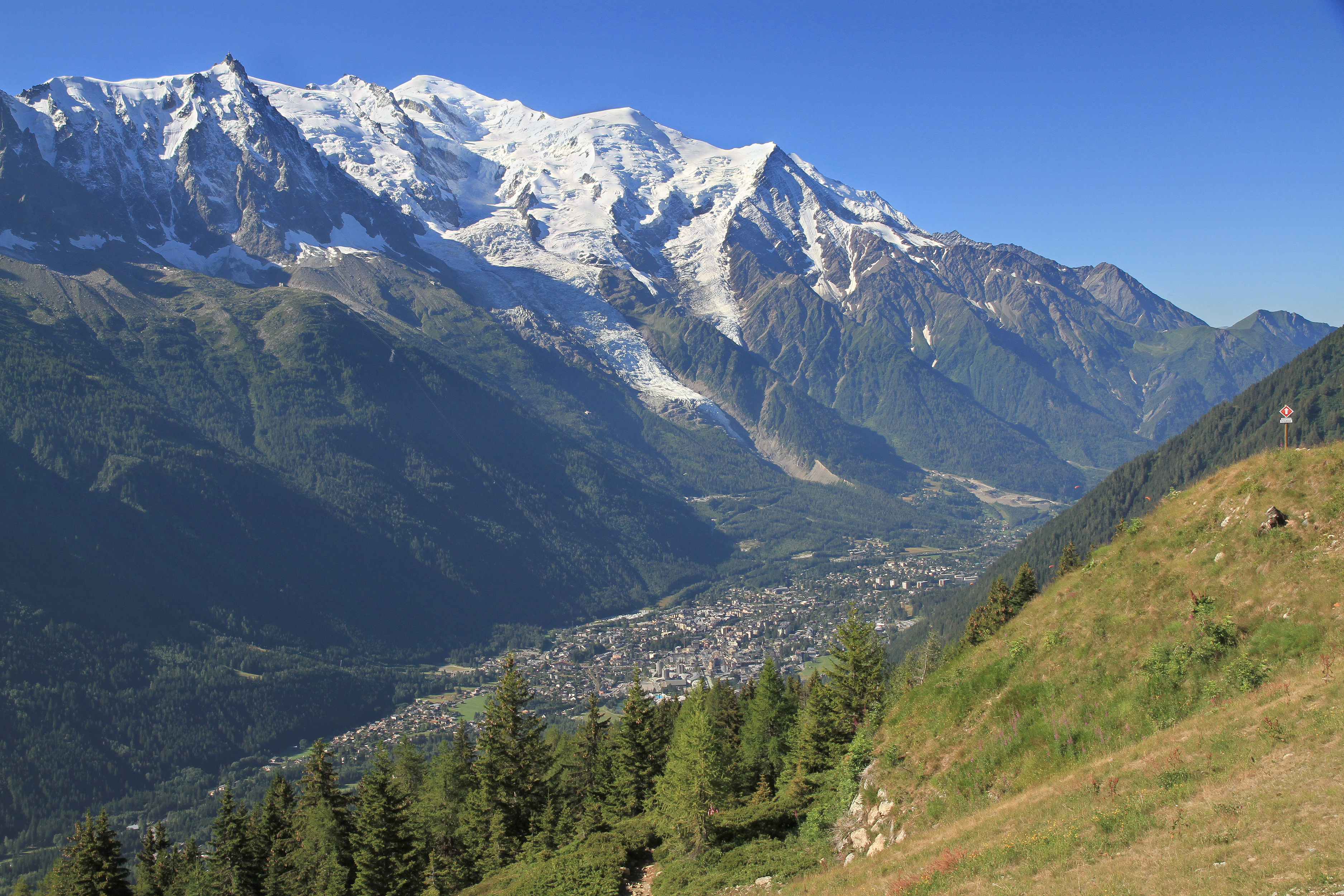
Mont Blanc

Nejvyšší hory Francie. Všechny nejvyšší vrcholy Francie leží v Alpách. Nejvyšší horou ve Francii je nejvyšší hora Alp a Evropy Mont Blanc.
Většina nejvyšších hor Francie se nachází v Masivu Mont Blanc v Horním Savojsku. Zde leží nejvíce vrcholů s nadmořskou výškou přes 4 000 metrů.
Vedle Mont Blancu zde výrazně vystupují horské masivy Grandes Jorasses a Aiguille Verte. Dále je ve Francouzských Alpách většina nejvyšších hor koncentrována v masivu Écrins, který je součástí Dauphinéských Alp. K hlavním vrcholům zde náleží Barre des Écrins, La Meije a Mont Pelvoux.
Dalšími horskými oblastmi s nejvyšším horami Francie jsou masiv Vanoise a Grajské Alpy.

## 20 nejvyšších hor Francie

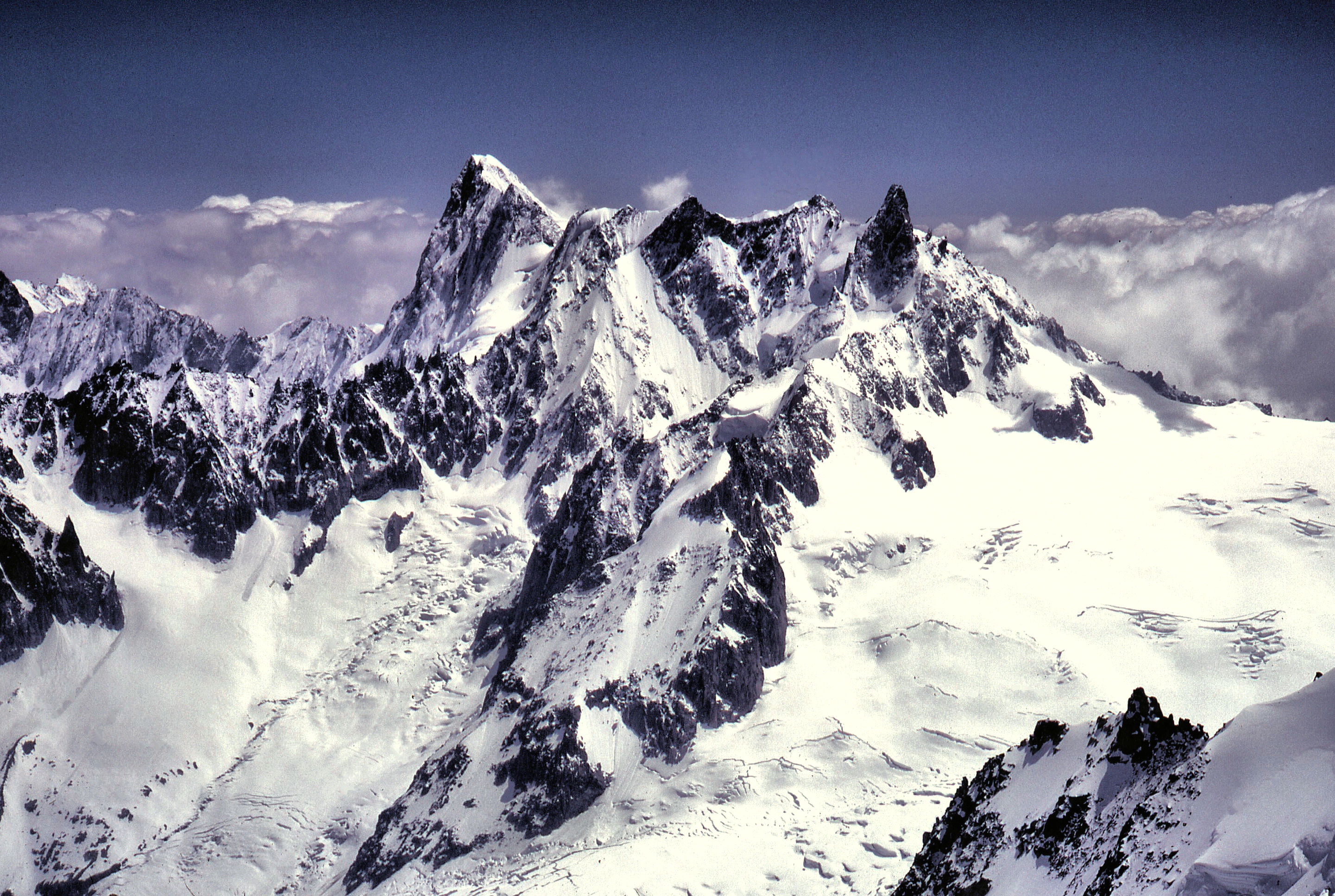
Grandes Jorasses

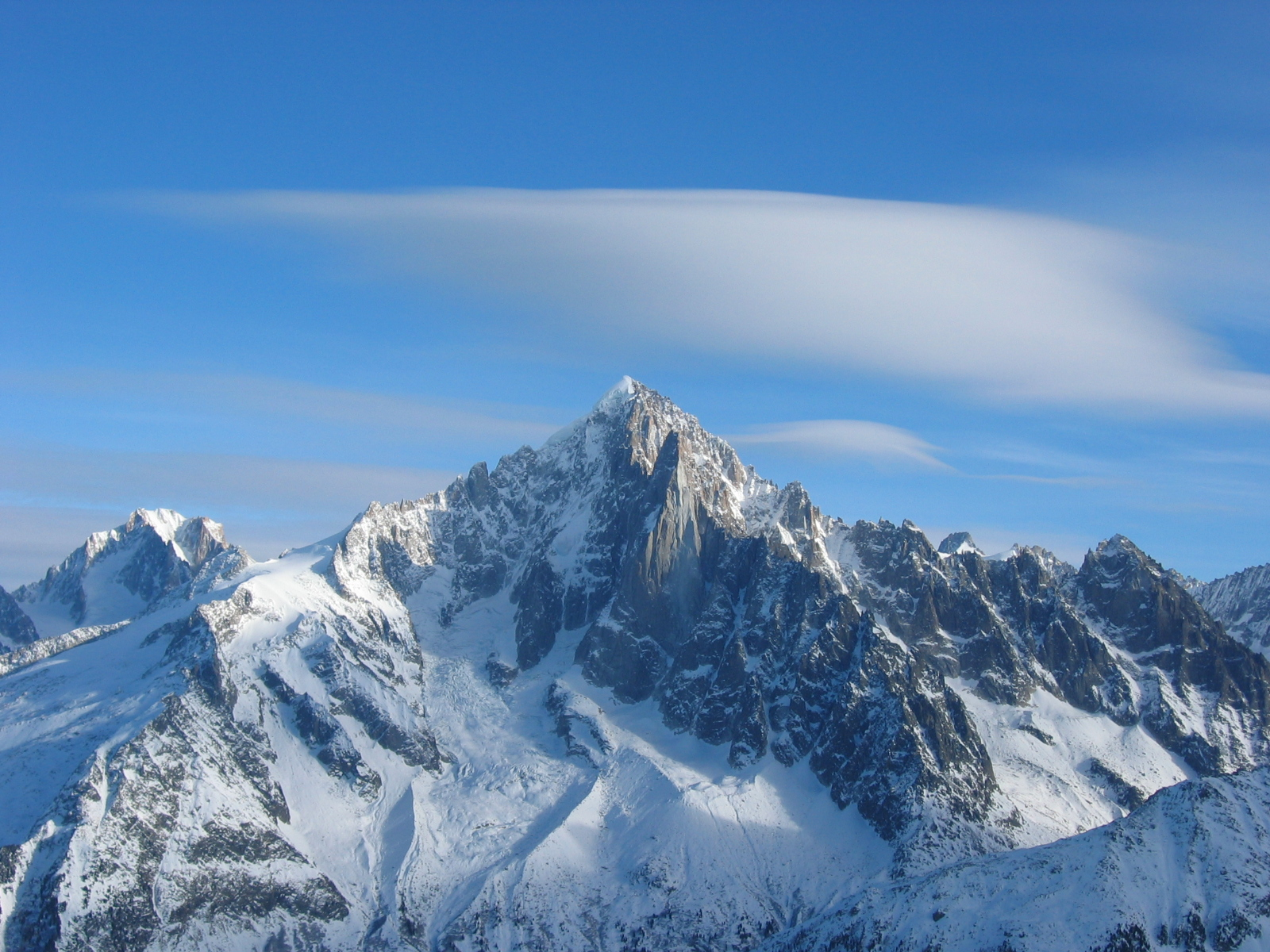
Aiguille Verte

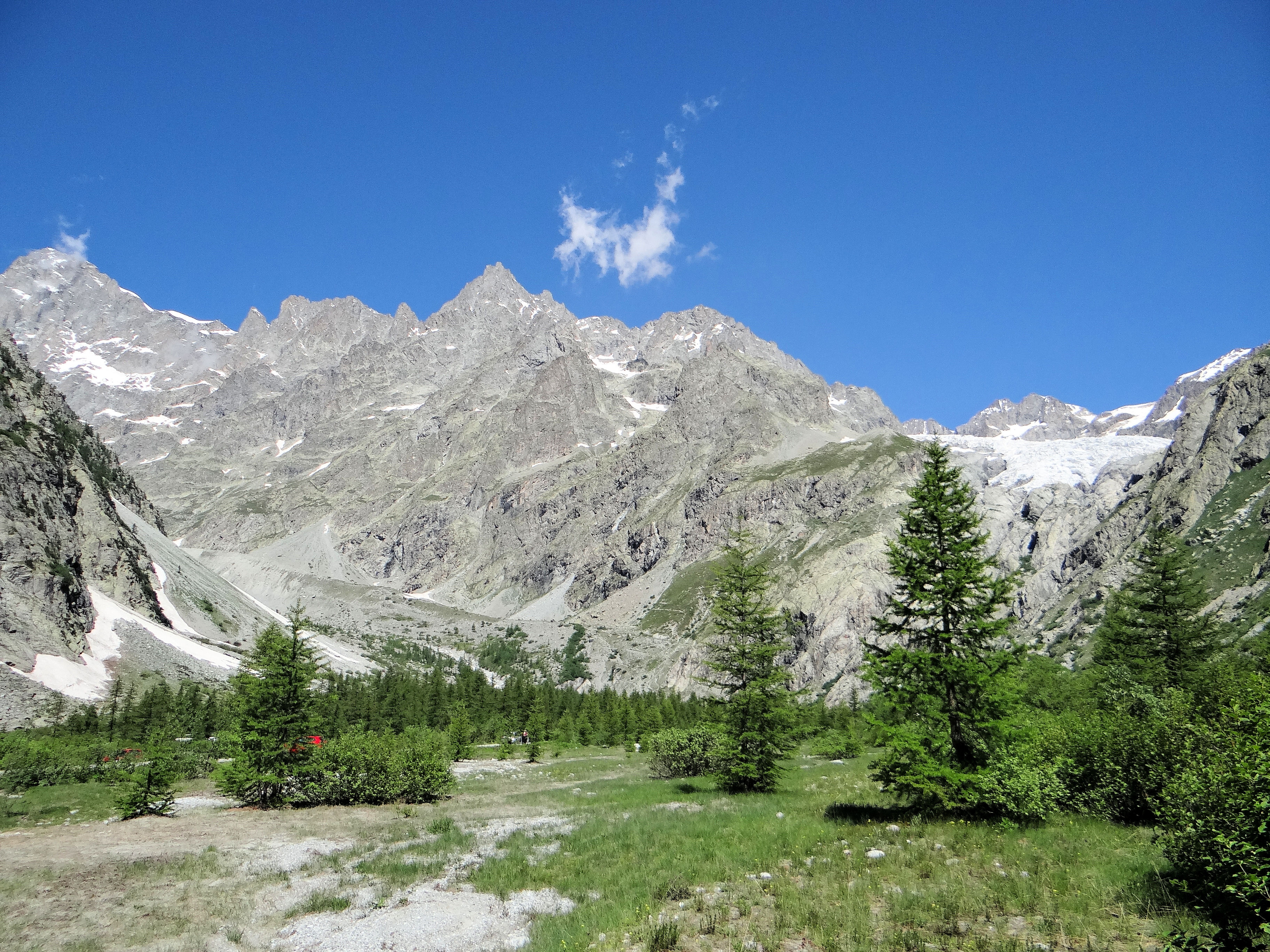
Barre des Écrins

Ve výčtu jsou zastoupeny pouze vrcholy s prominencí vyšší než 465 metrů.
|    | Vrchol                         | Pohoří           | Departement      | Výška (m) | Prominence (m) | Izolace (km) |
| -- | ------------------------------ | ---------------- | ---------------- | --------- | -------------- | ------------ |
| 1  | Mont Blanc                     | Masiv Mont Blanc | Horní Savojsko   | 4 808     | 4 695          | 2 812        |
| 2  | Grandes Jorasses               | Masiv Mont Blanc | Horní Savojsko   | 4 208     | 852            | 7,8          |
| 3  | Aiguille Verte                 | Masiv Mont Blanc | Horní Savojsko   | 4 122     | 689            | 7,3          |
| 4  | Barre des Écrins               | Dauphinéské Alpy | Horní Alpy       | 4 102     | 2 044          | 107,3        |
| 5  | La Meije                       | Dauphinéské Alpy | Horní Alpy/Isère | 3 983     | 824            | 9,6          |
| 6  | L’Ailefroide                   | Dauphinéské Alpy | Horní Alpy/Isère | 3 954     | 762            | 4,1          |
| 7  | Mont Pelvoux                   | Dauphinéské Alpy | Horní Alpy       | 3 943     | 465            | 3,4          |
| 8  | Aiguille d'Argentière          | Masiv Mont Blanc | Horní Savojsko   | 3 898     | 471            | 4            |
| 9  | Grande Casse                   | Vanoise          | Savojsko         | 3 855     | 1 305          | 36,4         |
| 10 | Aiguille du Chardonnet         | Masiv Mont Blanc | Horní Savojsko   | 3 824     | 503            | -            |
| 11 | Mont Pourri                    | Vanoise          | Savojsko         | 3 779     | 1 132          | 13,8         |
| 12 | Grande Ruine                   | Dauphinéské Alpy | Horní Alpy       | 3 765     | 496            | 4,4          |
| 13 | Pointe de Charbonnel           | Grajské Alpy     | Savojsko         | 3 752     | 997            | 22,5         |
| 14 | Aiguille de la Grande Sassière | Grajské Alpy     | Savojsko         | 3 747     | 792            | 11,2         |
| 15 | Dent Parrachée                 | Vanoise          | Savojsko         | 3 697     | 1 180          | 13,2         |
| 16 | Levanna                        | Grajské Alpy     | Savojsko         | 3 619     | 541            | 3,3          |
| 17 | Pointe de Ronce                | Grajské Alpy     | Savojsko         | 3 612     | 466            | 6,3          |
| 18 | Tsanteleina                    | Grajské Alpy     | Savojsko         | 3 602     | 500            | 4,6          |
| 19 | Les Rouies                     | Dauphinéské Alpy | Isère            | 3 589     | 506            | 6,4          |
| 20 | Grand Roc Noir                 | Vanoise          | Savojsko         | 3 582     | 818            | 9            |

## 20 nejvyšších hor Francie s prominencí vyšší než 100 metrů

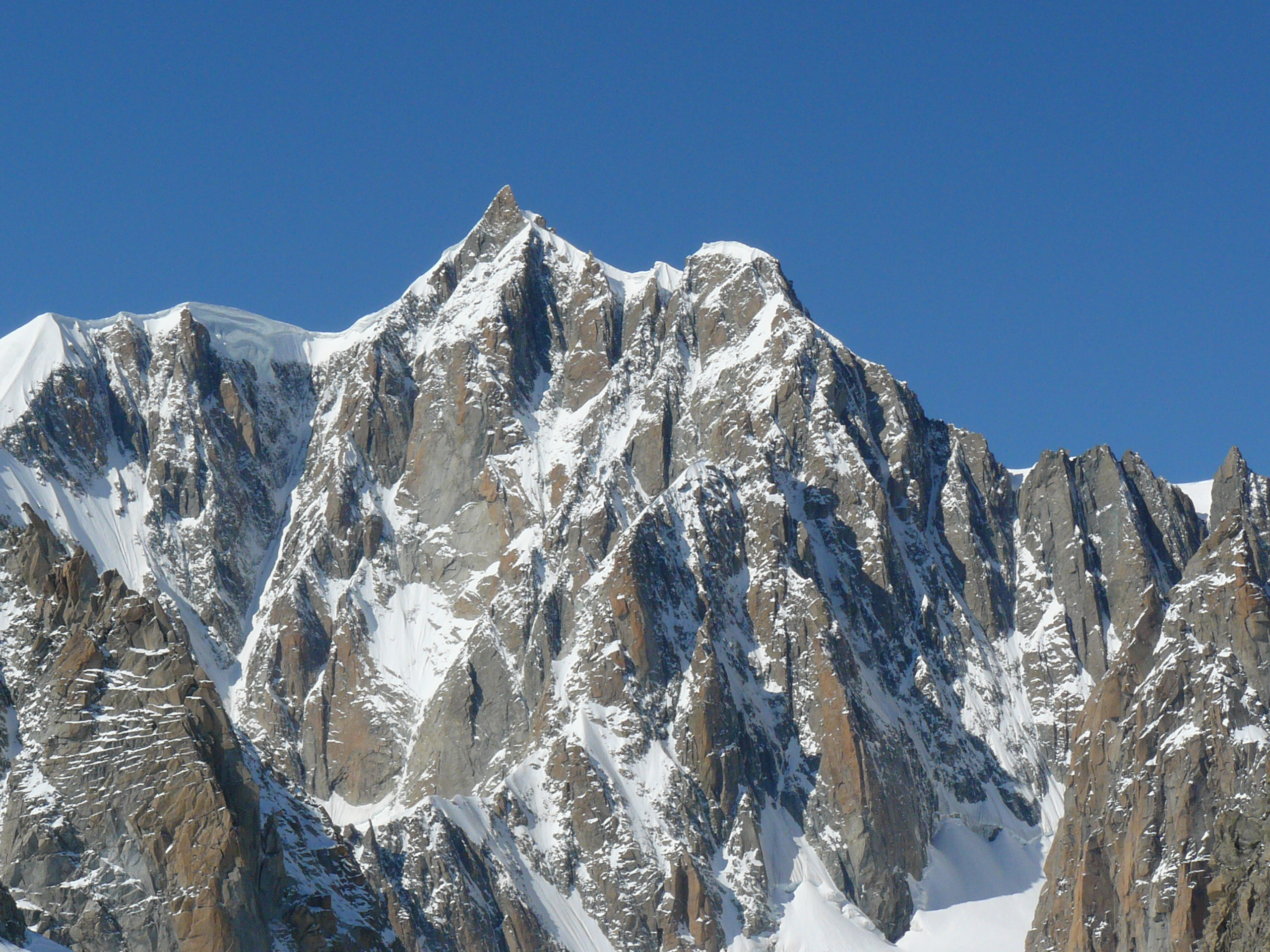
Mont Maudit

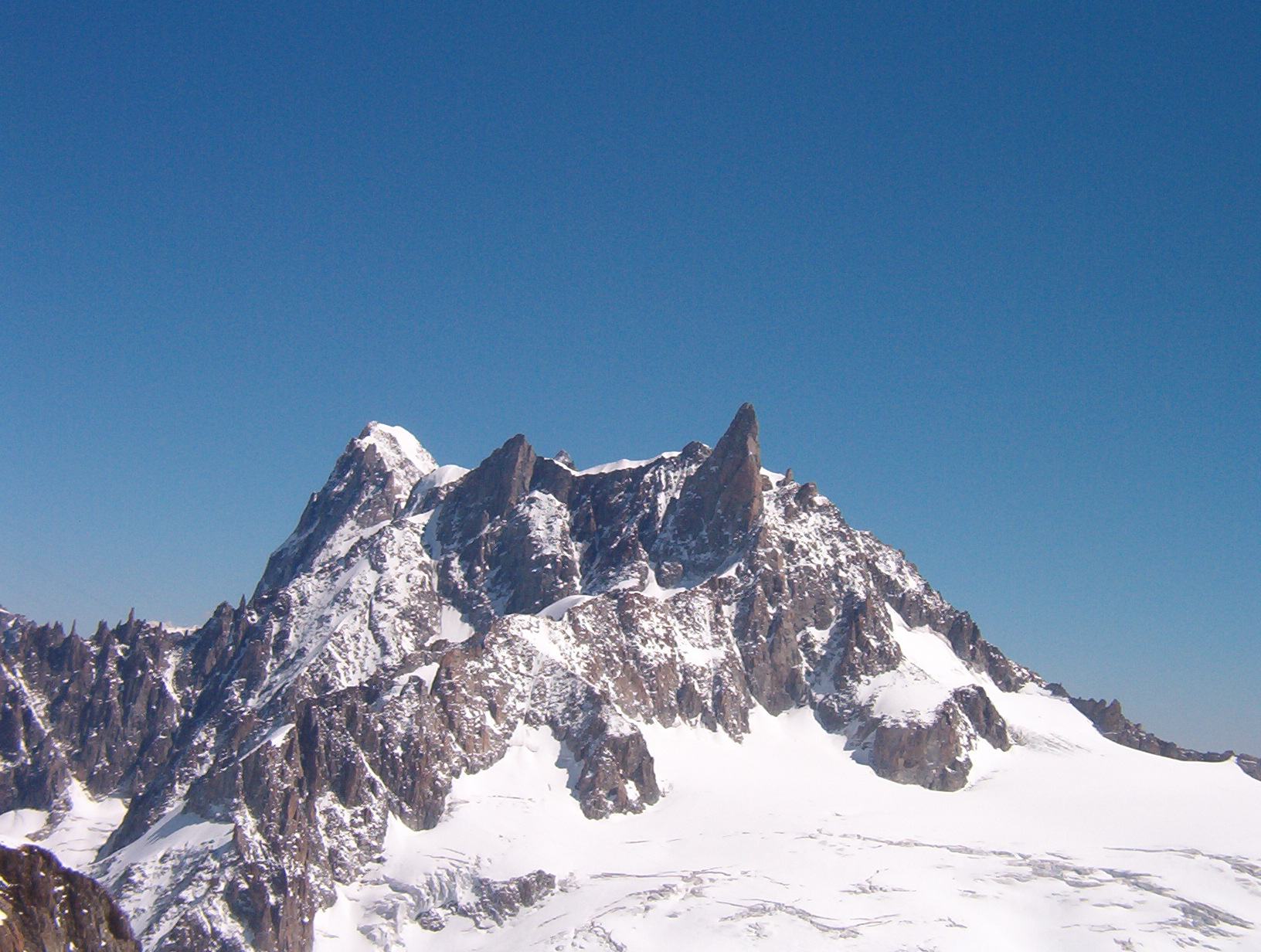
Dent du Géant vpravo

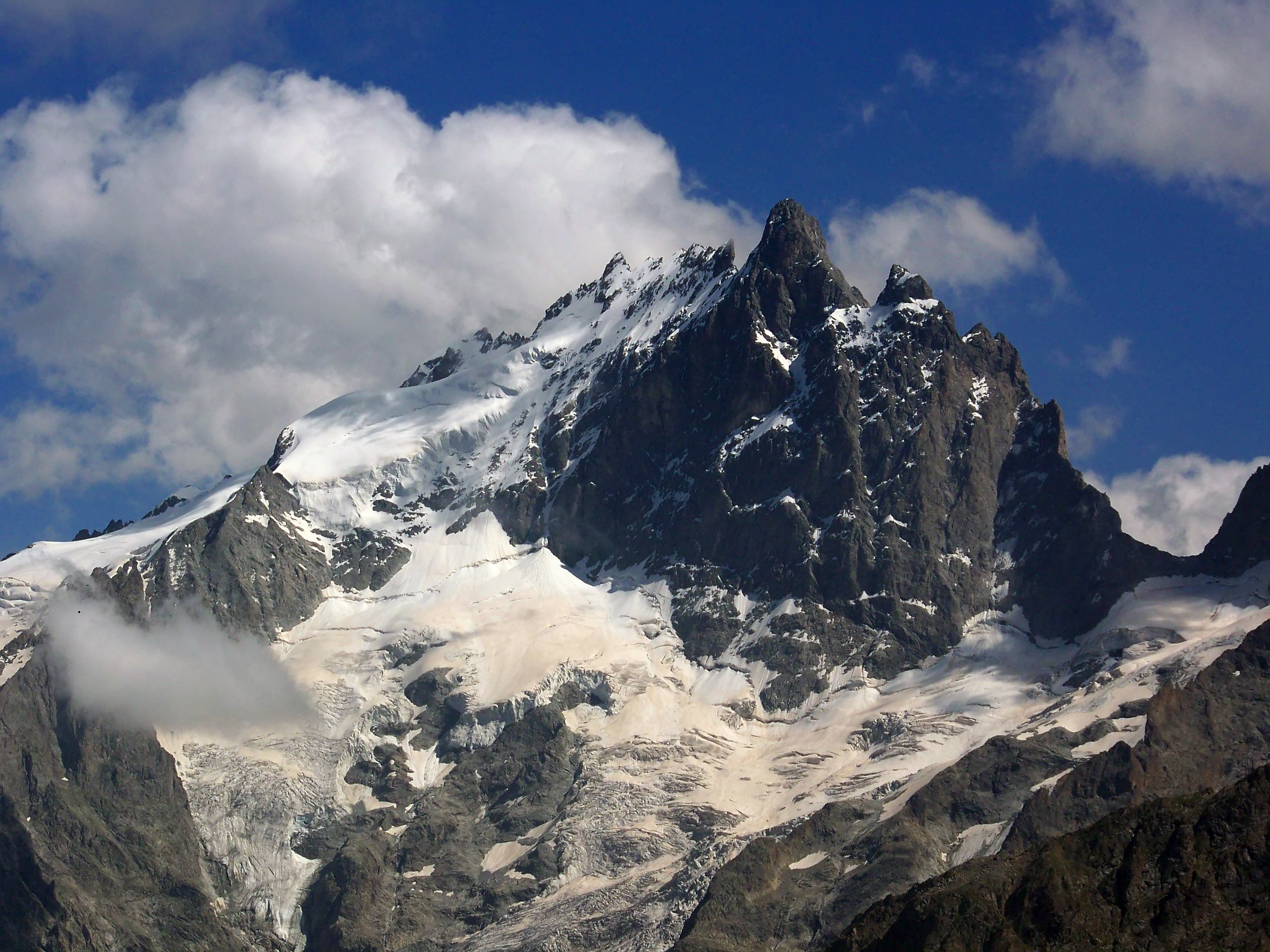
La Meije

Ve výčtu jsou zastoupeny pouze vrcholy s prominencí vyšší než 100 metrů.
|    | Vrchol                 | Pohoří           | Region           | Výška (m) | Prominence (m) | Izolace (km) |
| -- | ---------------------- | ---------------- | ---------------- | --------- | -------------- | ------------ |
| 1  | Mont Blanc             | Masiv Mont Blanc | Horní Savojsko   | 4 808     | 4 695          | 2 812        |
| 2  | Mont Maudit            | Masiv Mont Blanc | Horní Savojsko   | 4 465     | 162            | 1,2          |
| 3  | Mont Blanc du Tacul    | Masiv Mont Blanc | Horní Savojsko   | 4 248     | 219            | 1            |
| 4  | Grandes Jorasses       | Masiv Mont Blanc | Horní Savojsko   | 4 208     | 852            | 7,8          |
| 5  | Aiguille Verte         | Masiv Mont Blanc | Horní Savojsko   | 4 122     | 689            | 7,3          |
| 6  | Barre des Écrins       | Dauphinéské Alpy | Horní Alpy       | 4 102     | 2 044          | 107,3        |
| 7  | Aiguille de Bionnassay | Masiv Mont Blanc | Horní Savojsko   | 4 052     | 160            | 1,3          |
| 8  | Dôme de Rochefort      | Masiv Mont Blanc | Horní Savojsko   | 4 015     | 190            | 0,8          |
| 9  | Dent du Géant          | Masiv Mont Blanc | Horní Savojsko   | 4 013     | 139            | 1,3          |
| 10 | Aiguille de Rochefort  | Masiv Mont Blanc | Horní Savojsko   | 4 001     | 106            | 0,6          |
| 11 | Les Droites            | Masiv Mont Blanc | Horní Savojsko   | 4 000     | 204            | 3,8          |
| 12 | La Meije               | Dauphinéské Alpy | Horní Alpy/Isère | 3 983     | 824            | 9,6          |
| 13 | L’Ailefroide           | Dauphinéské Alpy | Horní Alpy/Isère | 3 954     | 762            | 4,1          |
| 14 | Mont Pelvoux           | Dauphinéské Alpy | Horní Alpy       | 3 943     | 465            | 3,4          |
| 15 | Pic Sans Nom           | Dauphinéské Alpy | Horní Alpy       | 3 914     | 340            | 1,1          |
| 16 | Aiguille d'Argentière  | Masiv Mont Blanc | Horní Savojsko   | 3 898     | 471            | 4            |
| 17 | Aiguille de Triolet    | Masiv Mont Blanc | Horní Savojsko   | 3 870     | 241            | 3            |
| 18 | Grande Casse           | Vanoise          | Savojsko         | 3 855     | 1 305          | 36,4         |
| 19 | Aiguille du Midi       | Masiv Mont Blanc | Horní Savojsko   | 3 843     | 321            | 1,1          |
| 20 | Tour Noir              | Masiv Mont Blanc | Horní Savojsko   | 3 807     | 304            | 1,6          |

## 10 vrcholů s nejvyšší prominencí

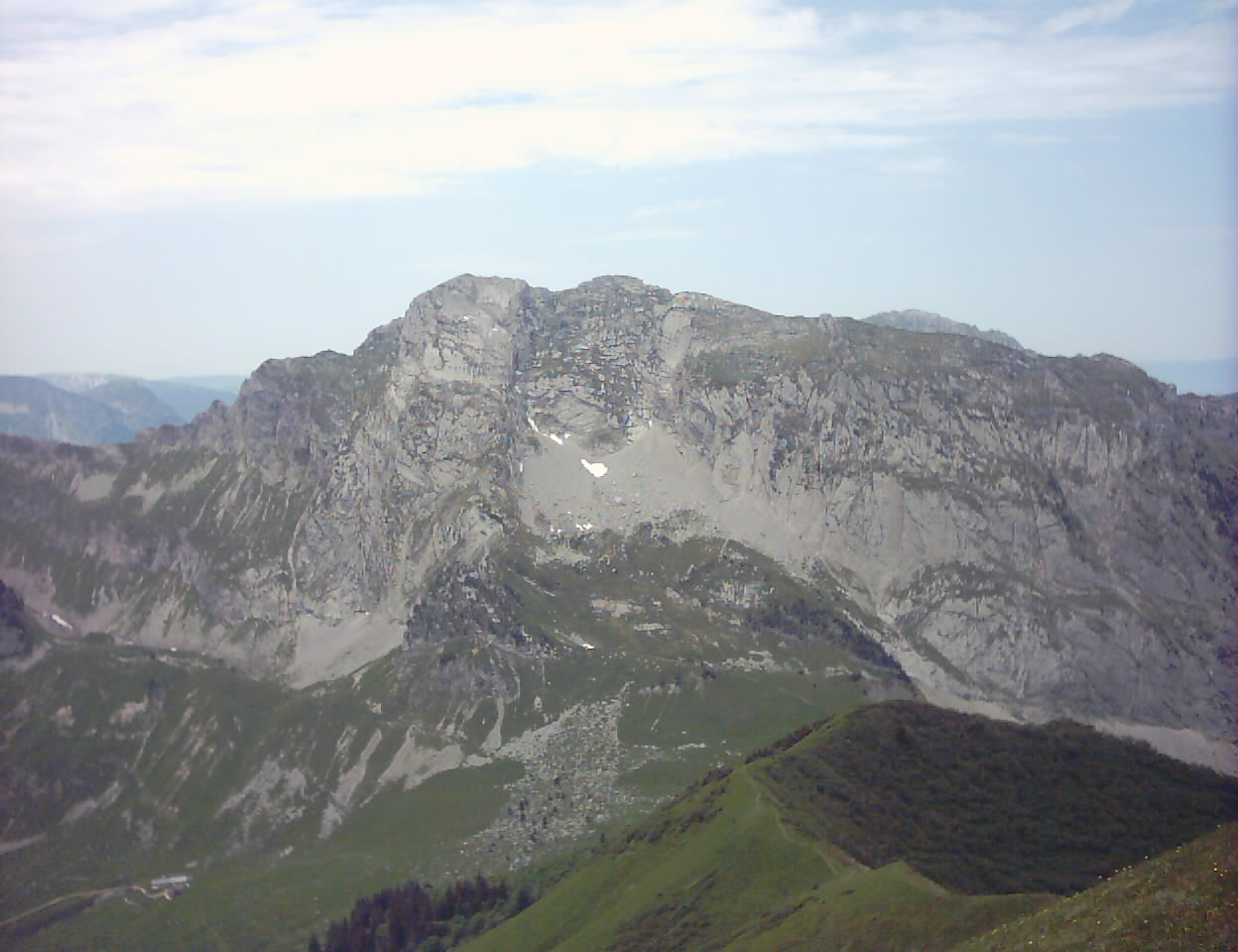
Arcalod

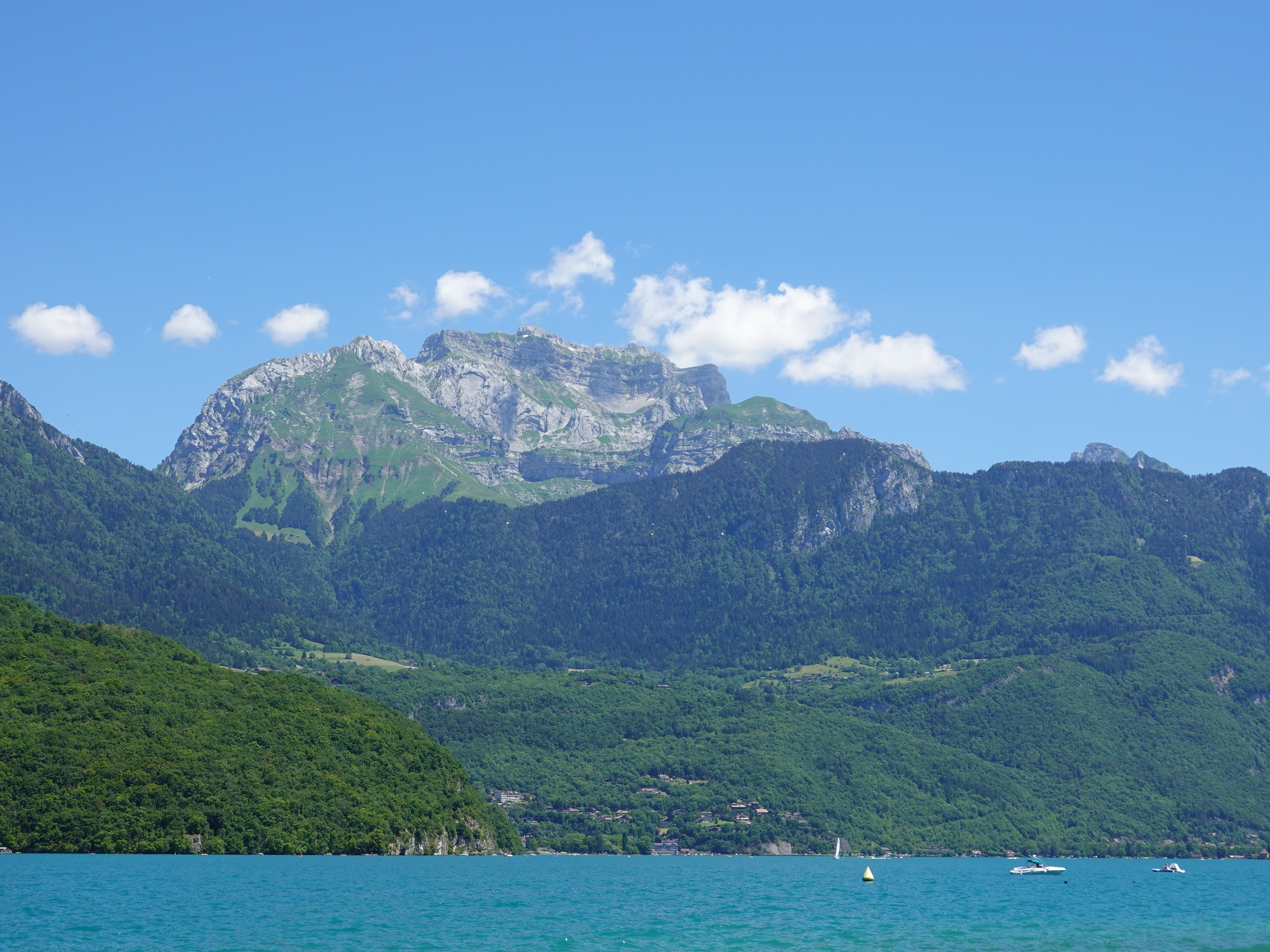
La Tournette

10 nejprominentnějších hor ve Francii.
|    | Vrchol           | Pohoří                 | Departement/region      | Výška (m) | Prominence (m) | Izolace (km) |
| -- | ---------------- | ---------------------- | ----------------------- | --------- | -------------- | ------------ |
| 1  | Mont Blanc       | Masiv Mont Blanc       | Horní Savojsko          | 4 808     | 4 695          | 2 812        |
| 2  | Monte Cinto      | Masiv Monte Cinto      | Korsika                 | 2 706     | 2 706          | 223,3        |
| 3  | Barre des Écrins | Dauphinéské Alpy       | Horní Alpy              | 4 102     | 2 044          | 107,3        |
| 4  | Chamechaude      | Chartreuse             | Isère                   | 2 082     | 1 769          | 17           |
| 5  | Arcalod          | Bauges                 | Savojsko/Horní Savojsko | 2 217     | 1 719          | 15,7         |
| 6  | Pointe Percée    | Aravis                 | Horní Savojsko          | 2 750     | 1 640          | 17,7         |
| 7  | Puy de Sancy     | Francouzské středohoří | Puy-de-Dôme             | 1 885     | 1 578          | 221,6        |
| 8  | l'Obiou          | Devoluy                | Isère                   | 2 789     | 1 541          | 22           |
| 9  | La Tournette     | Bornes                 | Horní Savojsko          | 2 351     | 1 514          | 10,7         |
| 10 | Taillefer        | Dauphinéské Alpy       | Isère                   | 2 857     | 1 490          | 10,1         |